# NK Izola
NK Izola was een Sloveense voetbalclub uit Izola.
In 1991/92 was de club medeoprichter van de Sloveense competitie nadat het land onafhankelijk geworden was van Joegoslavië. De club werd derde en mocht meteen Europees voetbal spelen, het Portugese Benfica maakte de club echter met de grond gelijk. Het tweede seizoen was al een stuk minder met een dertiende plaats. Voor seizoen 1994/95 werd de naam veranderd van Belvedur Izola in NK Izola. In 1996 degradeerde de club en verdween daarna in de anonimiteit.
Vanwege hoge schulden werd de vereniging aan het einde van het seizoen 1995/96 opgeheven. In 1996 werd de vereniging MNK Izola die echter niet als de rechtmatige opvolger wordt gezien.

## Belvedur in Europa
Uitslagen vanuit gezichtspunt Belvedur Izola
| Seizoen | Competitie | Ronde | Land              | Club       | Totaalscore | 1e W    | 2e W    | PUC |
| ------- | ---------- | ----- | ----------------- | ---------- | ----------- | ------- | ------- | --- |
| 1992/93 | UEFA Cup   | 1R    | Vlag van Portugal | SL Benfica | 0-8         | 0-3 (U) | 0-5 (T) | 0.0 |